# Michaił Rusy
Michaił Iwanawicz Rusy (biał. Міхаіл Іванавіч Русы, ros. Михаил Иванович Русый, Michaił Iwanowicz Rusyj; ur. 23 listopada 1954 w Woroninie w rejonie żytkowickim) – białoruski polityk, działacz państwowy i kołchoźnik, od 2004 roku deputowany do Izby Reprezentantów Zgromadzenia Narodowego Republiki Białorusi III i IV kadencji, od 2008 roku przewodniczący Białoruskiej Partii Agrarnej, w latach 1994–2001 minister zasobów naturalnych i ochrony środowiska, w latach 2001–2003 i 2010-2012 minister gospodarstwa wiejskiego i żywności, od 2012 roku wicepremier.

## Życiorys
Urodził się 23 listopada 1954 roku we wsi Woronino, w rejonie żytkowickim obwodu homelskiego Białoruskiej SRR, ZSRR. W 1977 roku ukończył Białoruską Państwową Akademię Gospodarstwa Wiejskiego ze specjalnością agronoma, w 1989 roku – Mińską Wyższą Szkołę Partyjną. Odbył służbę wojskową w szeregach Armii Radzieckiej. Następnie pracował jako główny agronom, zastępca przewodniczącego, przewodniczący kołchozu im. Lenina w rejonie żytkowickim. W latach 1983–1985 był pierwszym zastępcą przewodniczącego Kormiańskiego Rejonowego Komitetu Wykonawczego, kierownikiem Zarządu Gospodarstwa Wiejskiego. W latach 1985–1987 pracował jako sekretarz Kormiańskiego Komitetu Rejonowego Komunistycznej Partii Białorusi (KPB). W latach 1987–1991 był instruktorem Komitetu Centralnego KPB, pierwszym sekretarzem Stołpeckiego Komitetu Rejonowego KPB.
22 marca 1991 roku został przewodniczącym Komitetu ds. Reformy Ziemskiej i Gospodarowania Ziemią przy Radzie Ministrów Białoruskiej SRR. 27 października 1994 roku został ministrem zasobów naturalnych i ochrony środowiska Republiki Białorusi. 6 lutego 2001 roku został ministrem gospodarstwa wiejskiego i żywności Republiki Białorusi, zastępując na tym stanowisku Wadzima Papoua. 27 lutego 2001 roku Rada Ministrów wyznaczyła go na przedstawiciela państwa w „Biełagroprombanku”, na miejsce Wadzima Papoua. 10 lipca 2003 roku został dyscyplinarnie zdymisjonowany ze stanowiska ministerialnego. Był doradcą, a następnie kierownikiem oddziału Ambasady Republiki Białorusi w Federacji Rosyjskiej w Sankt Petersburgu.
W 2004 roku został deputowanym do Izby Reprezentantów Zgromadzenia Narodowego Republiki Białorusi III kadencji z Żytkowickiego Okręgu Wyborczego Nr 41. Pełnił w niej funkcję przewodniczącego Stałej Komisji ds. Rolnych. 27 października 2008 roku został deputowanym do Izby Reprezentantów IV kadencji z Żytkowickiego Wiejskiego Okręgu Wyborczego Nr 39. Pełnił w niej funkcję członka Stałej Komisji ds. Katastrofy Czarnobylskiej, Ekologii i Eksploatacji Przyrody. Od 13 listopada 2008 roku był członkiem Narodowej Grupy Republiki Białorusi w Unii Międzyparlamentarnej.
15 marca 2008 roku, na V Zjeździe Białoruskiej Partii Agrarnej, Michaił Rusy został wybrany na jej przewodniczącego, zastępując na tym stanowisku Michaiła Szymanskiego. Był jedynym kandydatem, wyboru dokonano jednogłośnie.
20 maja 2010 roku został ministrem gospodarstwa wiejskiego i żywności. 10 kwietnia 2012 roku został odwołany z tego stanowiska i mianowany zastępcą premiera.

## Odznaczenia
- Gramota Pochwalna Zgromadzenia Narodowego Republiki Białorusi (4 lutego 2008) – za zasługi dla rozwoju prawodawstwa i parlamentaryzmu i wielki wkład w realizację polityki socjalnej Republiki Białorusi[12].

## Życie prywatne
Michaił Rusy jest żonaty, ma dwie córki.